# Ајова Колони (Тексас)
Ајова Колони (енгл. Iowa Colony) град је у америчкој савезној држави Тексас.

## Демографија
По попису из 2010. године број становника је 1.170, што је 366 (45,5%) становника више него 2000. године.
| Група             | 2000.       | 2010.       |
| Белци             | 482 (60,0%) | 538 (46,0%) |
| Афроамериканци    | 54 (6,7%)   | 66 (5,6%)   |
| Азијати           | 59 (7,3%)   | 69 (5,9%)   |
| Хиспаноамериканци | 202 (25,1%) | 462 (39,5%) |
| Укупно            | 804         | 1.170       |